# Luigi Pagana
Luigi Pagana (Montefiascone, 16 marzo 1970) è un ex giocatore di calcio a 5 e allenatore di calcio a 5 italiano.

## Carriera
Inizia la propria carriera nel San Paolo Pisa come giocatore, per poi arrivare nel 2000 ad allenare lo stesso San Paolo Pisa come allenatore della prima squadra con cui giunge alla serie A vincendo i play-off nella stagione 2002-03. 
Nel 2004 frequenta il corso a Coverciano e consegue l'abilitazione ad allenatore di calcio a 5 di primo livello. Viene quindi ingaggiato dal Cesena: al secondo tentativo centra la promozione in serie A e la vittoria della Coppa Italia. Al termine della stagione inoltre gli viene assegnato il premio "Le ali della vittoria" come miglior allenatore di calcio a 5 italiano. Resta sulla panchina cesenate anche la stagione successiva in Serie A ma il suo Romagna (nuova denominazione del Cesena) conclude la stagione all'ultimo posto, retrocedendo in Serie A2. Nel 2007 viene chiamato ad allenare l'Arzignano Grifo ma divergenze con la società mettono termine al rapporto prima della naturale scadenza.
Dal 2008 al 2010 al San Giorgio nella stagione 2008/2009 ha affrontato play-off e final eight di coppa Italia di A2 mentre nella stagione 2009-2010 ha raggiunto la salvezza tramite play-out.
Dalla stagione 2010-11 allena per tre stagioni il Venezia, vincendo prima il campionato di serie A2 e quindi raggiungendo in entrambi i campionati successivi i play-out di serie A, che vince il primo anno sconfiggendo il Fiumicino ma venendo sconfitto l'anno seguente contro il Napoli. 
La stagione successiva si accorda con la società veneziana della Fenice C5 militante nel campionato regionale di serie C1.

## Palmarès
- Campionato di Serie A2: 1

Venezia: 2010-11 (girone A)
- Coppa Italia di Serie A2: 1

Venezia: 2010-11